# 文化產業基金
文化產業基金（葡萄牙語：Fundo Das Indústrias Culturais）是隸屬澳門特別行政區政府的基金之一，屬行政、財政及財產自治實體，隸屬社會文化司，負責運用其資源支持發展澳門特別行政區文化產業的項目，推動經濟適度多元發展。
社會文化司司長歐陽瑜於2020年12月表示，正計劃文化局內的文化基金與文化產業基金合併成為一個文化範疇的具法律人格的自治基金。

## 法定扶持項目
- 有助促進文化產業孵化、產業化或規模化的項目；
- 具有鮮明本土特色，且具發展潛力的項目；
- 推動文化創意商品的研發、設計、生產、營銷和推廣的項目；
- 有助促進知識產權登記的項目；
- 屬其宗旨範圍內的其他項目。

## 組織法例
- 第26/2013號行政法規（2013年10月28日《澳門特別行政區公報》）文化產業基金。
- 第11/2019號行政法規（2019年4月1日《澳門特別行政區公報》）修改第26/2013號行政法規《文化產業基金》。

## 架構
- 監事會
- 項目評審委員會
- 信托委員會
  - 行政委員會
    - 項目資助部
      - 項目資助輔助中心
      - 項目監察中心

    - 綜合支援部
      - 行政財政輔助中心
      - 資訊檔案中心

## 外部連結
- 官方网站
- 文化產業基金的Facebook專頁